# Sopa de calabaza

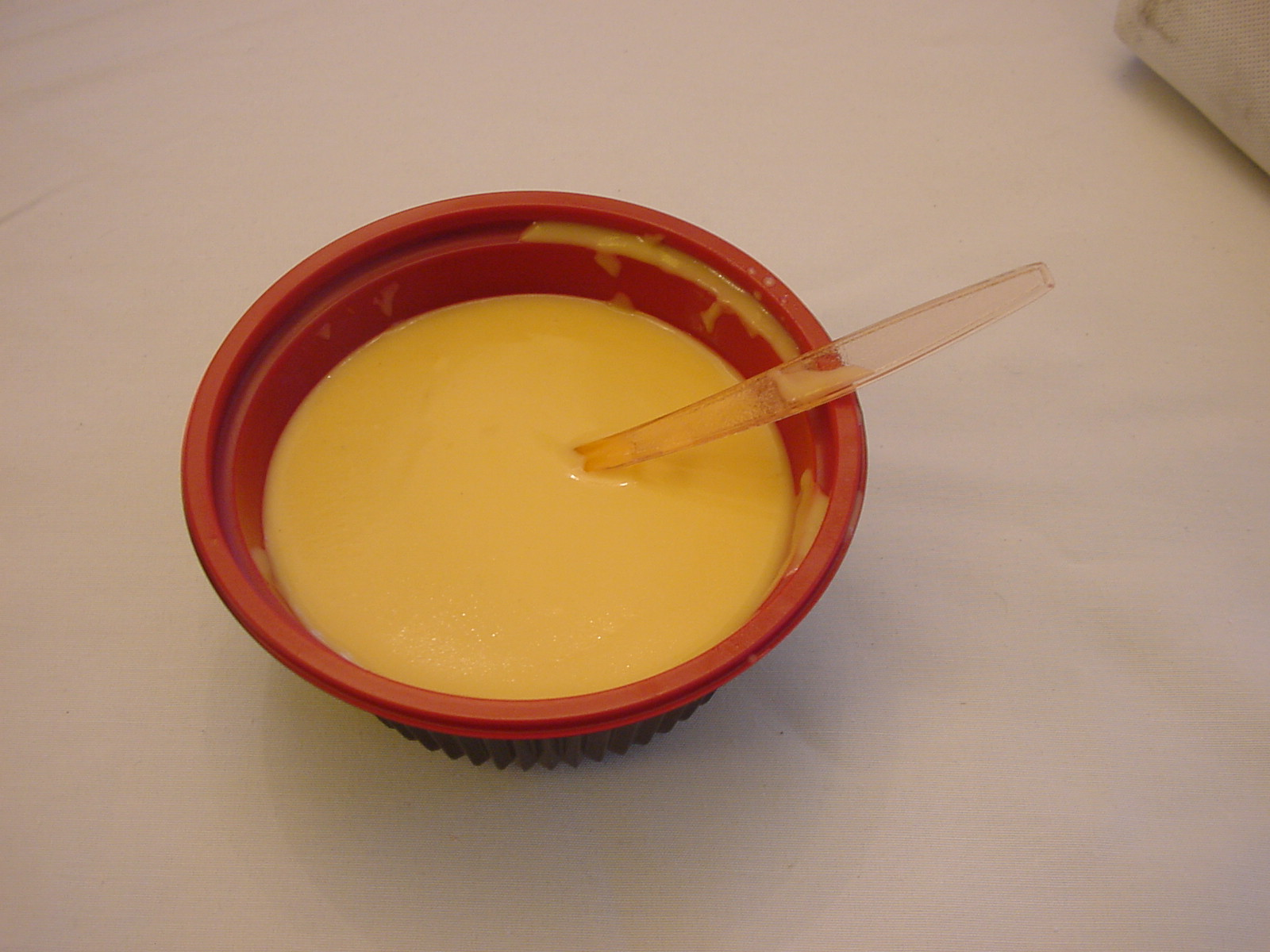
Un ramequin con sopa de calabaza cremosa

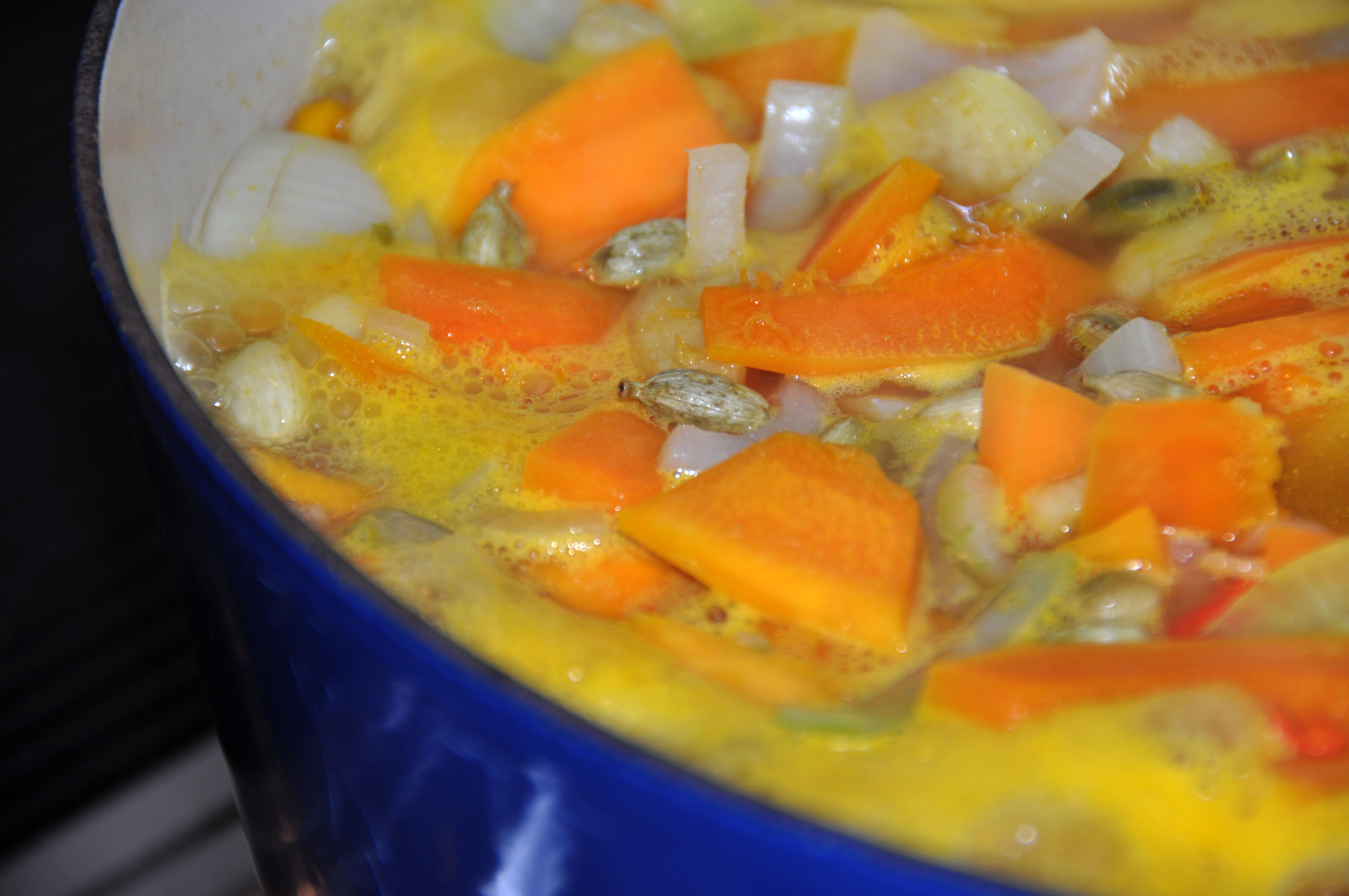
Calabaza sometida a una cocción antes de ser pasada por un pasapurés

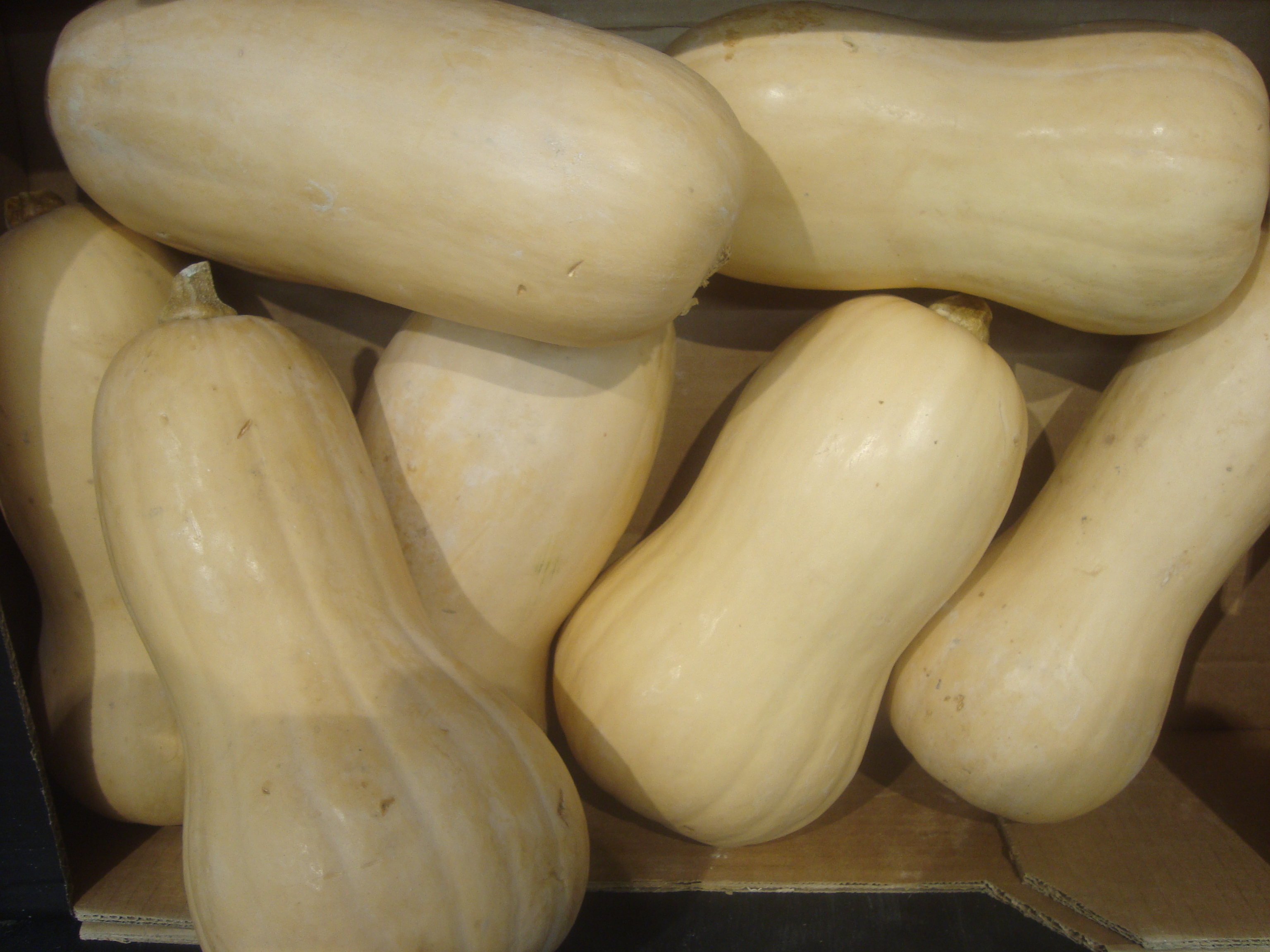
Calabazas butternut

La sopa de calabaza es una especie de puré elaborado con calabaza. Este tipo de sopa se elabora de diferentes formas a lo largo de las diversas cocinas del mundo, sirviéndose tanto fría como caliente.

## Características
Este tipo de sopa o puré suele prepararse con una cocción previa de trozos de calabaza acompañada de algunos elementos que proporcionen aroma. Dependiendo de las culturas se suelen emplear diversas especias. Tras la cocción suele pasarse por un pasapurés y mezclarse con otros ingredientes, o consumirse sola. Resulta característico su color anaranjado y su textura cremosa dada por el puré, la cual puede ser realzado con el añadido de productos lácteos, como leche, crema de leche o queso.

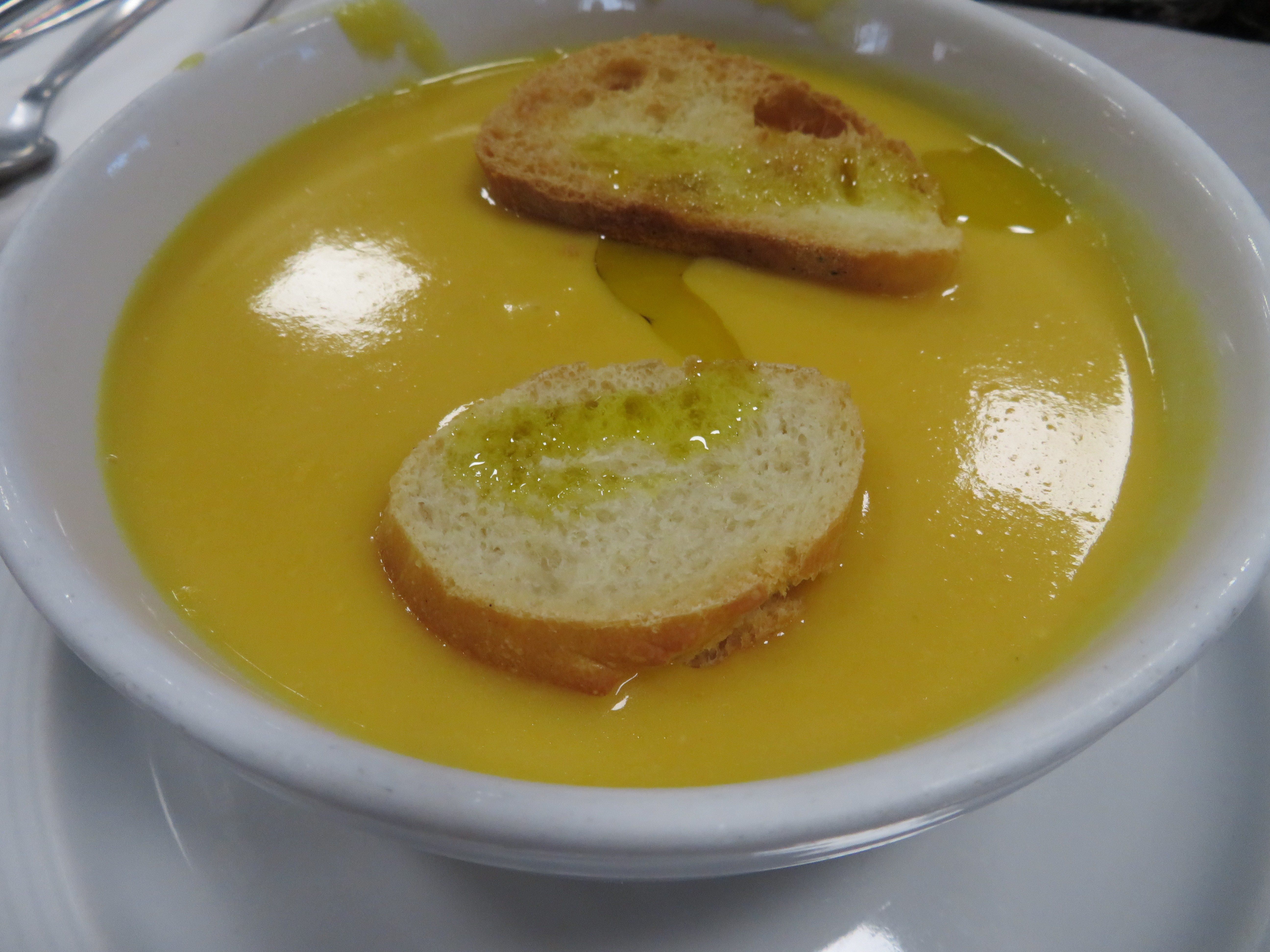
Sopa o crema de calabaza (España).

## Cocinas del mundo
Entre las diversas versiones suele servirse en Estados Unidos en la cena del día de Día de Acción de Gracias, así como en la cocina australiana. La sopa de calabaza fue muy habitual entre los prisioneros de guerra de los campos de trabajo de la República Democrática de Vietnam durante la Guerra de Vietnam. En la cocina haitiana se sirve esta sopa (joumou) durante el desayuno en la celebración del Año Nuevo.

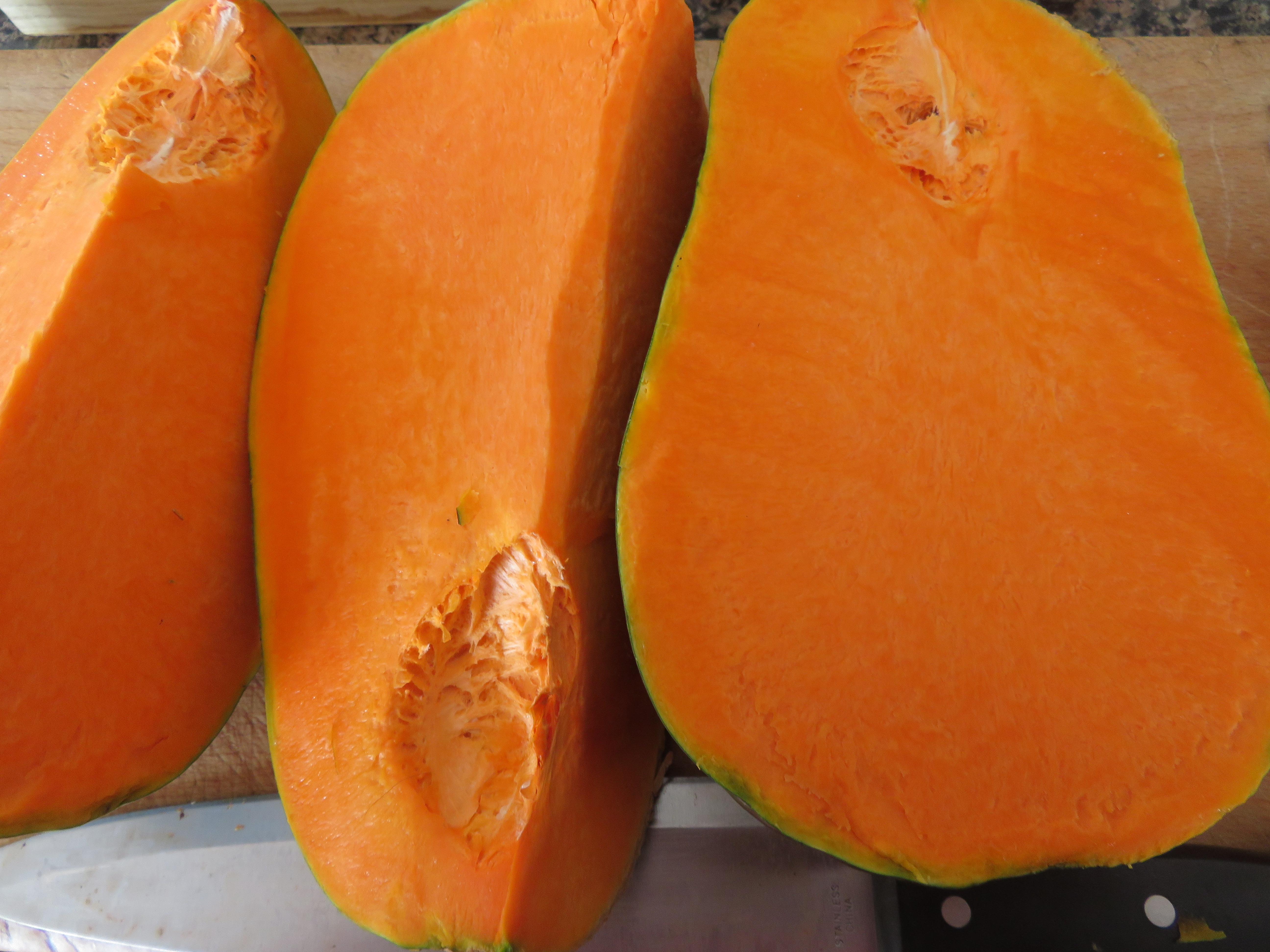
Calabaza abierta.